# Trifluoruro di antimonio
Il trifluoruro di antimonio è il composto inorganico  di formula SbF3. In condizioni normali è un solido incolore o grigio chiaro di odore pungente. In questo composto l'antimonio è nello stato di ossidazione +3. Ha proprietà fluoruranti, e viene usato per inserire il fluoro al posto di altri alogeni in composti organici e inorganici.

## Storia
Il trifluoruro di antimonio fu ottenuto per la prima volta da Berzelius nel 1824, facendo reagire acido fluoridrico e ossido di antimonio. Poco dopo, nel 1826 Dumas lo ottenne da polvere di antimonio e fluoruro di mercurio.

## Caratteristiche strutturali e fisiche
Allo stato solido SbF3 appare costituito da singole molecole piramidali SbF3 con distanze di legame Sb–F di 192 pm, legate tra loro con legami a ponte fluoro, con distanze Sb ••• F più lunghe, pari a 261 pm. Attorno ai centri Sb esiste quindi una geometria ottaedrica distorta. L'interazione allo stato solido tra le varie unità SbF3 rende questo composto meno volatile degli altri trialogenuri di antimonio.

## Sintesi
SbF3 si prepara trattando Sb2O3 con fluoruro di idrogeno:
Sb2O3  +  6HF   →   2SbF3  +  3H2O

## Reattività
SbF3 è molto solubile in acqua, dove si idrolizza lentamente liberando acido fluoridrico. Lo stesso avviene esponendo il solido all'umidità atmosferica.
Il composto è un acido di Lewis forte e con donatori di ioni fluoruro forma le specie SbF4– e SbF52–. Queste possono formare anioni più complessi come Sb2F11–, Sb3F16– e altri.
SbF3 è un tipico fluorurante, usato per ottenere fluoruri da cloruri non metallici. Ad esempio converte B2Cl4 in B2F4, SiCl4 in SiF4.
In particolare è importante come fluorurante per la sintesi di composti organici fluorurati (reazione di Swarts). Questa applicazione deve il suo nome al chimico belga Frédéric Swarts, che la introdusse nel 1892, ed era usata per la produzione industriale di freon.
SbF3 è usato per la sintesi di pentafluoruro di antimonio:
SbF3  +  F2   →   SbF5

## Usi
Oltre agli usi chimici indicati in precedenza, SbF3 viene usato nella produzione di ceramiche e porcellane. KSbF4 è usato come mordente nelle tinture.

## Indicazioni di sicurezza
SbF3 è disponibile in commercio. Il composto è tossico per inalazione, per ingestione e per contatto con la pelle. Provoca ustioni a pelle, mucose e occhi. Non ci sono dati che indichino proprietà cancerogene. Viene considerato molto pericoloso per le acque; è tossico per i pesci.